# Margherita Panziera
Margherita Panziera (Montebelluna, 12 agosto 1995) è una nuotatrice italiana specializzata nel dorso.

## Biografia
Margherita ha fatto la sua prima importante apparizione internazionale vincendo complessivamente tre medaglie ai Giochi del Mediterraneo di Mersin 2013: ha vinto la medaglia d'oro gareggiando nelle batterie della staffetta 4x100 m misti, un argento nei 200 m dorso e un bronzo nei 100 m dorso. Ai Campionati italiani estivi 2014 di Roma ha vinto il suo primo titolo italiano assoluto nei 200 m dorso.
A Kazan' 2015 ha preso parte ai suoi primi campionati mondiali, non riuscendo a superare le batterie dei 100 m dorso e giungendo alle semifinali dei 200 m dorso. A dicembre dello stesso anno ha disputato anche gli Europei in vasca corta di Netanya 2015. Il 2016 è stato l'anno dell'esperienza olimpica alla Olimpiadi di Rio de Janeiro dove, per una sola posizione, ha mancato nelle batterie dei 200 m dorso il 16º posto che le avrebbe garantito l'accesso alle semifinali.
Margherita ha vinto la medaglia di bronzo nei 200 m dorso agli Europei in vasca corta di Copenaghen 2017, stabilendo il nuovo record italiano col tempo 2'02"43. Ai Giochi del Mediterraneo di Tarragona 2018 ha fatto incetta di medaglie d'oro conquistandone complessivamente quattro nei 100 m dorso, 200 m dorso, più altre due nelle staffette 4x200 m stile libero e 4x100 m misti. Ha stabilito inoltre il nuovo record dei Giochi nei 100 m dorso col tempo 1'00"74, oltre ad avere contribuito pure al nuovo record stabilito nella staffetta 4x100 m misti.
Si è laureata campionessa nei 200 m dorso agli Europei di Glasgow 2018, stabilendo il nuovo record dei campionati con il tempo 2'06"18, e ha vinto pure una medaglia di bronzo partecipando alla staffetta 4x100 m misti mista. Ha raggiunto inoltre la finale dei 100 m dorso classificandosi quinta. Ai Mondiali in vasca corta di Hangzhou 2018 ha vinto un'altra medaglia di bronzo nella staffetta 4x100 m misti stabilendo, insieme a Martina Carraro, Elena Di Liddo, e Federica Pellegrini, il nuovo record italiano ed è giunta quinta nei 200 m dorso. Non avendo superato le semifinali nei 100 m dorso, ha invece ottenuto l'accesso alle finali delle staffette 4x50 m misti e 4x200 m stile libero guadagnando rispettivamente l'ottavo e il sesto posto.
Ai mondiali di Gwangju 2019 è rimasta ai piedi del podio nei 200 m dorso con il quarto posto e con 5 centesimi di distacco dalla terza classificata Kylie Masse e ha ottenuto lo stesso piazzamento anche nella staffetta 4x100 m misti, mentre è risultata 11ª nelle semifinali dei 100 m dorso. Ha gareggiato inoltre nelle batterie della staffetta 4x100 m misti mista contribuendo alla qualificazione in finale dell'Italia. Agli Europei in vasca corta di Glasgow 2019 si è aggiudicata la medaglia d'oro nei 200 m dorso, stabilendo anche il record nazionale con il tempo 2'01"45, ed è giunta sesta nei 100 m dorso.
È stata protagonista, con il nuotatore Alex Di Giorgio ed il lottatore Frank Chamizo, della campagna promozionale 2019 del produttore di scarpe e capi di abbigliamento Geox.
Il 31 marzo 2021 ai campionati primaverili di Riccione 2021, grazie al tempo di 2'05″56, ha realizzato il primato italiano nei 200 metri dorso (sesta prestazione mondiale di sempre), migliorando il record da lei stessa stabilito nel 2019 (2'05″72). Tra il 2021 e il 2022 ottiene tre medaglie d'oro ai campionati europei, oltre a due argenti e due bronzi.
Il 2 marzo 2023 consegue la laurea magistrale in Economia, indirizzo Marketing and Brand Management presso la Link Campus University, discutendo una tesi dal titolo "Il ruolo del neuromarketing nel settore sportivo" e riportando una votazione di 110 e lode.

## Record nazionali

### Seniores

#### Vasca lunga
- 100 metri dorso: 58"92 (Riccione, 4 aprile 2019)
- 200 metri dorso: 2'05"56 (Riccione, 31 marzo 2021)
- Staffetta 4×100 metri misti: 3'56"50 (Gwangju, 28 luglio 2019) (Margherita Panziera (59"77), Martina Carraro (1'06"87), Elena Di Liddo (57"33), Federica Pellegrini (52"53))
- Staffetta 4×200 metri stile libero mista: 7'32"37 (Glasgow, 4 agosto 2018) (Filippo Megli (1'47"48), Alessio Proietti Colonna (1'48"37), Federica Pellegrini (1'56"76), Margherita Panziera (1'59"76))

#### Vasca corta
- 100 metri dorso vasca corta: 56"57 (Glasgow, 4 dicembre 2019)
- 200 metri dorso vasca corta: 2'01"45 (Glasgow, 6 dicembre 2019)
- Staffetta 4×200 metri stile libero vasca corta: 7'43"18 (Hangzhou, 15 dicembre 2018) (Margherita Panziera (1'56"71), Erica Musso (1'56"65), Federica Pellegrini (1'52"66), Simona Quadarella (1'57"16))
- Staffetta 4×100 metri misti vasca corta: 3'51"38 (Hangzhou, 16 dicembre 2018) (Margherita Panziera (58"39), Martina Carraro (1'04"47), Elena Di Liddo (56"41), Federica Pellegrini (52"11))

## Primati personali (vasca lunga)
| Distanza    | Tempo   | Anno |
| ----------- | ------- | ---- |
| 50 m dorso  | 28"04   | 2021 |
| 100 m dorso | 58"92   | 2019 |
| 200 m dorso | 2'05"56 | 2021 |
| 200 m s.l.  | 1'59"01 | 2019 |

## Palmarès
| Giochi olimpici                    | ---                | ---                    | 200 m dorso            | ---                        | ---                              | ---                                   | ---                               |
| 2016 Rio de Janeiro Brasile        | ---                | ---                    | 17ª 2'10"92 Batterie   | ---                        | ---                              | ---                                   | ---                               |
| 2020 Tokio Giappone                | ---                | ---                    | 9ª 2'09"54 Semifinali  | ---                        | ---                              | ---                                   | ---                               |
| Mondiali di nuoto                  | ---                | 100 m dorso            | 200 m dorso            | ---                        | 4x100 m misti                    | 4x100 m misti mista                   | ---                               |
| 2015 Kazan' Russia                 | ---                | 37ª 1'02"17 Batterie   | 10ª 2'09"54 Semifinali | ---                        | ---                              | ---                                   | ---                               |
| 2017 Budapest Ungheria             | ---                | 20ª 1'01"03 Batterie   | 14ª 2'10"95 Semifinali | ---                        | 8ª 3'59"98 Frazione: 1'01"12     | 7ª 3'46"75 Batterie Frazione: 1'01"03 | ---                               |
| 2019 Gwangju Corea del Sud         | ---                | 11ª 59"83 Semifinali   | 4ª 2'06"67             | ---                        | 4ª 3'56"50 Frazione: 59"77       | 6ª 3'44"38 Batterie Frazione: 1'00"19 | ---                               |
| 2022 Budapest Ungheria             | ---                | 11ª 1'00"26 Semifinali | 4ª 2'07"27             | ---                        | 7ª 3'58"26 Frazione: 1'00"35     | ---                                   | ---                               |
| Mondiali in vasca corta            | ---                | 100 m dorso            | 200 m dorso            | 4x50 m misti               | 4x100 m misti                    | ---                                   | 4x200 m stile libero              |
| 2018 Hangzhou Cina                 | ---                | 15ª 58"31 Semifinali   | 5ª 2'02"50             | 8ª 1'46"44 Frazione: 24"48 | Bronzo 3'51"38 Frazione: 58"39   | ---                                   | 6ª 7'43"18 Frazione: 1'56"71      |
| 2021 Abu Dhabi Emirati Arabi Uniti | ---                | 15ª 58"46 Batterie     | 5ª 2'03"20             | ---                        | ---                              | ---                                   | ---                               |
| Europei di nuoto                   | 50 m dorso         | 100 m dorso            | 200 m dorso            | 4x100 m misti              | ---                              | 4x100 m misti mista                   | 4x200 m stile libero mista        |
| 2016 Londra Regno Unito            | 19ª 29"21 Batterie | 14ª 1'01"45 Batterie   | 9ª 2'11"80 Semifinali  | ---                        | ---                              | ---                                   | ---                               |
| 2018 Glasgow Regno Unito           | ---                | 5ª 59"71               | Oro 2'06"18 RC         | ---                        | ---                              | Bronzo 3'44"85 Frazione: 1'00"11      | 5ª 7'32"37 Frazione: 1'59"76      |
| 2020 Budapest Ungheria             | ---                | Argento 59"01          | Oro 2'06"08            | Bronzo 3'56"30             | ---                              | Bronzo 3'42"30                        | Argento 7'29"35 Frazione: 2'00"57 |
| 2022 Roma Italia                   | ---                | Oro 59"40              | Oro 2'07"13            | ---                        | ---                              | ---                                   | ---                               |
| Europei in vasca corta             | 50 m dorso         | 100 m dorso            | 200 m dorso            | ---                        | ---                              | ---                                   | ---                               |
| 2015 Netanya Israele               | 32ª 28"49 Batterie | 13ª 59"24 Semifinali   | 7ª 2'05"60             | ---                        | ---                              | ---                                   | ---                               |
| 2017 Copenaghen Danimarca          | ---                | 11ª 58"19 Batterie     | Bronzo 2'02"43         | ---                        | ---                              | ---                                   | ---                               |
| 2019 Glasgow Regno Unito           | ---                | 6ª 57"45               | Oro 2'01"45 RN         | ---                        | ---                              | ---                                   | ---                               |
| 2021 Kazan Russia                  | ---                | ---                    | Argento 2'02"05        | ---                        | ---                              | ---                                   | ---                               |
| Giochi del Mediterraneo            | ---                | 100 m dorso            | 200 m dorso            | ---                        | 4x100 m misti                    | ---                                   | 4x200 m stile libero              |
| 2013 Mersin Turchia                | ---                | Bronzo 1'01"86         | Argento 2'12"86        | ---                        | Oro 4'11"36 Batterie             | ---                                   | ---                               |
| 2018 Tarragona Spagna              | ---                | Oro 1'00"74 RG         | Oro 2'08"08            | ---                        | Oro 3'58"27 RG Frazione: 1'00"54 | ---                                   | Oro 8'02"63                       |
| Universiade                        | ---                | 100 m dorso            | 200 m dorso            | ---                        | ---                              | ---                                   | ---                               |
| 2017 Taipei Taipei cinese          | ---                | 12ª 1'01"56 Semifinali | 5ª 2'10"34             | ---                        | ---                              | ---                                   | ---                               |

### Campionati italiani
26 titoli individuali così ripartiti:
- 7 nei 100 m dorso
- 19 nei 200 m dorso

12 titoli in staffetta così ripartiti:
- 2 nella 4x100 m stile libero
- 5 nella 4x100 m misti
- 5 nella 4x200 m stile libero

| Anno | Edizione    | dorso 50 m | dorso 100 m | dorso 200 m | st.libero 4x50 m | misti 4x50 m | st.libero 4x100 m | misti 4x100 m | st.libero 4x200 m | st.libero 200 m |
| ---- | ----------- | ---------- | ----------- | ----------- | ---------------- | ------------ | ----------------- | ------------- | ----------------- | --------------- |
| 2013 | Invernali   | -          | -           | 3           | -                | -            | -                 | -             | -                 | -               |
| 2014 | Estivi      | -          | -           | 1           | -                | -            | -                 | -             | -                 | -               |
| 2014 | Invernali   | -          | 1           | 1           | -                | -            | -                 | 1             | -                 | -               |
| 2015 | Primaverili | -          | 1           | 1           | -                | -            | 2                 | 1             | 1                 | -               |
| 2015 | Estivi      | -          | 2           | 1           | -                | -            | -                 | -             | -                 | -               |
| 2015 | Invernali   | -          | 2           | 1           | -                | -            | 1                 | -             | -                 | -               |
| 2016 | Primaverili | -          | 3           | 1           | -                | -            | 1                 | 1             | 1                 | -               |
| 2016 | Invernali   | -          | -           | 1           | -                | -            | 2                 | -             | -                 | -               |
| 2017 | Primaverili | -          | -           | 1           | -                | -            | 2                 | -             | 1                 | -               |
| 2017 | Invernali   | -          | 2           | 1           | 3                | 3            | -                 | -             | -                 | -               |
| 2018 | Primaverili | 3          | 2           | 1           | -                | -            | 3                 | 1             | 1                 | -               |
| 2018 | Invernali   | -          | 2           | 1           | -                | -            | 2                 | -             | -                 | -               |
| 2019 | Primaverili | -          | 1           | 1           | -                | -            | 3                 | 1             | 1                 | -               |
| 2019 | Invernali   | -          | 1           | 1           | -                | -            | -                 | -             | -                 | -               |
| 2020 | Estivi      | 2          | 1           | 1           | -                | -            | -                 | -             | -                 | -               |
| 2021 | Primaverili | -          | 1           | 1           | -                | -            | -                 | -             | -                 | 2               |
| 2021 | Invernali   | -          | 3           | 1           | -                | -            | -                 | -             | -                 | 3               |
| 2022 | Primaverili | 2          | 1           | 1           | -                | -            | 3                 | -             | -                 | -               |
| 2023 | Primaverili | -          | -           | 1           | -                | -            | -                 | 3             | -                 | -               |
| 2024 | Primaverili | -          | 2           | 1           | -                | -            | -                 | 3             | -                 | -               |